# Syndfloden (film fra 1922)
Syndfloden er en amerikansk stumfilm fra 1922 af Frank Lloyd.

## Medvirkende
- Richard Dix som Bill Bear
- Helene Chadwick som Poppy
- James Kirkwood Sr. som O'Neill
- John Steppling som Swift
- Ralph Lewis som Fraser
- Howard Davies som Sharpe
- Will Walling som Stratton